# Luís Cabral

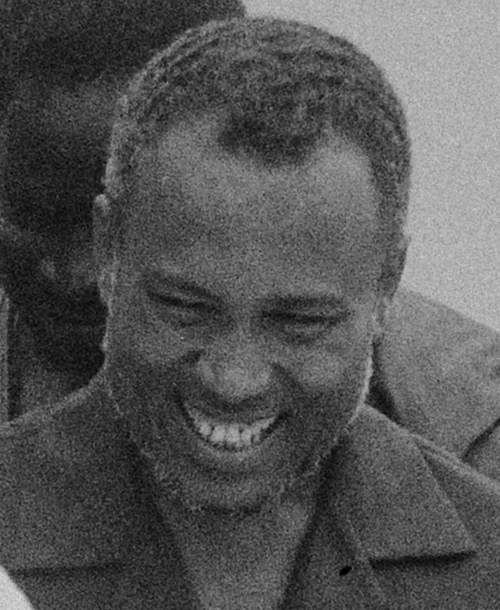
Luís Cabral (1973)

Luís de Almeida Cabral (* 11. April 1931 in Bissau; † 30. Mai 2009 in Torres Vedras, Portugal) war ein guinea-bissauischer Politiker und von 1973 bis 1980 erster Präsident von Guinea-Bissau.

## Unabhängigkeitskrieg
Cabrals Familie stammte von den Kapverden, er wurde in Bissau geboren, seit 1942 Hauptstadt der damaligen portugiesischen Kolonie. Er gehörte zur 1956 gegründeten Unabhängigkeitsbewegung Partido Africano da Independência da Guiné e Cabo Verde (PAIGC), die von seinem Halbbruder Amílcar Cabral geführt wurde und von 1963 bis 1974 einen Guerillakrieg gegen Portugal geführt hatte. 1959 war er einer der Anführer des Streiks der Hafenarbeiter, der durch den Einsatz portugiesischer Soldaten beendet wurde. Als ihm die Verhaftung durch die politische Polizei PIDE drohte, ging er nach Conakry im benachbarten Guinea. Dort gründete er 1961 die zur PAIGC gehörende Gewerkschaft UNTG und wurde deren Generalsekretär. Daneben gehörte er dem „Kriegsrat“ der PAIGC an und hatte ein Kommando im Kampfgebiet.
Der Aufstieg Luís Cabrals an die Spitze des Landes begann nach der Ermordung Amílcar Cabrals am 20. Januar 1973 in Conakry. Der zweite Parteitag der PAIGC in Madina do Boé bestimmte im Juli 1973 den späteren Präsidenten von Kap Verde Aristides Pereira zum neuen Generalsekretär und Luís Cabral zu seinem ersten Stellvertreter.

## Präsident
Mit der einseitigen Unabhängigkeitserklärung Guinea-Bissaus am 24. September 1973 wurde Luís Cabral Präsident. Nach der Nelkenrevolution wurde die Unabhängigkeit des Landes am 10. September 1974 von Portugal anerkannt. Er begann ein vom Sozialismus inspiriertes Programm zum Wiederaufbau und erhielt Unterstützung von Seiten Chinas, Kubas sowie der Sowjetunion, aber auch von nordischen Staaten. Seine PAIGC agierte nun als Einheitspartei. Cabral trat für die Vereinigung mit Kap Verde ein, das 1975 von Portugal unabhängig wurde.
Eine Verfassungsänderung, die die Macht des Premierministers eingeschränkt hätte, sowie Spannungen zwischen Kapverdern und Festlandsafrikanern in der Führung führten am 14. November 1980 zu einem Putsch gegen Cabral. Der bisherige Premierminister João Bernardo Vieira übernahm die Macht. Cabral und seinen Gefolgsleuten wurde zunächst der Tod von 500 politischen Gefangenen in seiner Amtszeit angelastet und sie wurden wegen Massenmordes angeklagt. Nach dem Sturz Cabrals wurde die geplante Vereinigung beider Staaten nicht weiter verfolgt und die diplomatischen Beziehungen blieben bis Juni 1982 unterbrochen.

## Exil
Nach dreizehnmonatiger Haft wurde Cabral nach Kuba ins Exil geschickt. Später ging er nach Kap Verde, lebte eine Zeit lang in Frankreich und ließ sich dann mit seiner Familie in Portugal nieder. Erst 1999 besuchte er wieder seine Heimat, nachdem Vieira seinerseits gestürzt worden war. 2002 nahm die PAIGC die beiden gestürzten Präsidenten Cabral und Vieira offiziell wieder in die Partei auf.
Im September 2004 erlitt er während eines Kongresses in Praia einen Zusammenbruch und wurde zur Behandlung nach Lissabon ausgeflogen. Cabral litt an Diabetes und Herzproblemen. Er starb 2009 nach langjähriger Krankheit in Portugal.